# جون روبرت براون (قاضي)
جون روبرت براون (بالإنجليزية: John Robert Brown)‏ هو قاضي أمريكي، ولد في 10 ديسمبر 1909 في فانك في الولايات المتحدة، وتوفي في 23 يناير 1993 في هيوستن في الولايات المتحدة.